# Huawei Mate 20
Huawei Mate 20 (стилізовано як HUAWEI Mate20) — лінія смартфонів преміум-рівня компанії Huawei. Huawei Mate 20, Huawei Mate 20 Pro та Huawei Mate 20 X були анонсовані у жовтні 2018 року на офіційному заході в Лондоні.  В травні 2019 був представлений Huawei Mate 20 X (5G), що став першим смартфоном Huawei з підтримкою 5G і відрізняється також від 4G-моделі меншим об'ємом акумулятора та більшою потужністю заряджання.
Продаж Huawei Mate 20 та Mate 20 Pro на світовому ринку розпочато у листопаді 2018 року. Відноситься до преміального сегмента смартфонів.

## Дизайн
Задня панель виконана зі скла, а рамка — з алюмінію. Задня поверхня Huawei Mate 20 має покриття Hyper Optical Pattern, що зменшує ковзання телефона в руці. Фронтальна скляна частина, загнута по краям в Pro-моделі, має тонкі рамки. Mate 20 Pro має захист від пилу та води за стандартом IP68, а всі інші моделі — за стандартом IP53.
Huawei Mate 20 випускався у 3 кольорах: зелений (Emerald Green), голубий (Midnight Blue) і чорний (Black), Mate 20 Pro випускався в 5 кольорах: Emerald Green, Midnight Blue, Twilight, Pink Gold та Black, Mate 20 X — в Midnight Blue, Phantom Silver, а Mate 20X 5G — тільки в Emerald Green.

## Технічні характеристики

### Апаратне забезпечення
Апарати мають 8-ядерний процесор Hisilicon Kirin 980:
- 2 ядра Cortex-A76 з частотою 2.6 ГГц,
- 2 ядра Cortex A76 з частотою 1.92 ГГц,
- 4 ядра Cortex-A55 з частотою 1.8 ГГц.

Графічний процесор — Mali-G76 MP10, який дозволяє грати в сучасні ігри на високих значеннях FPS.
Huawei Mate 20 має 6,53-дюймовий дисплей типу IPS (RGBW) з роздільною здатністю 1080 × 2244, співвідношення сторін 18,7:9 і краплеподібним вирізом під передню камеру. Huawei Mate 20 Pro отримав менший 6,39-дюймовий дисплей типу OLED (RGBW) з роздільною здатністю 1440 x 3120, співвідношення сторін 19,5:9 і вирізом під передню камеру, динамік та сенсори для сканування обличчя. Натомість обидві версії Huawei Mate 20 X отримали величезний 7,2-дюймовий дисплей типу OLED (RGBW) з роздільною здатністю 1080 × 2244, співвідношення сторін 18,7:9 і краплеподібним вирізом під передню камеру. Дисплеї всіх моделей мають підтримку режиму HDR10 та профілю кольорів DCI-P3.
Huawei Mate 20 був доступний в конфігураціях пам'яті 6/64 ГБ, 4/128 ГБ та 6/128 ГБ, Mate 20 Pro — 6/128 ГБ, 8/128 ГБ та 8/256 ГБ, а обидві версії Mate 20 X — 6/128 ГБ та 8/256 ГБ. Пам'ять може бути розширена за допомогою карти формату Nano Memory (NM) до 256 ГБ.
Акумулятор незнімний Li-Pol 4000 мА·год із .
Пристрої отримали незнімні акумулятори об'ємом 4000 мА·год в Mate 20, 4200 мА·год в Mate 20 Pro і Mate 20 X (5G) та 5000 мА·год в Mate 20 X. Також пристрої мають функцію швидкого заряджання Huawei SuperCharge до 22,5 Вт в Mate 20 і Mate 20 X  та до 40 Вт в Mate 20 Pro і Mate 20 X (5G). Також Mate 20 Pro має підтримку бездротового заряджання до 15 Вт і зворотного бездротового заряджання до 2,5 Вт, що дозволяє заряджати інші пристрої з підтримкою бездротового заряджання, наприклад  розумні годинники, TWS-навушники або інші смартфони.
Смартфони отримали стереодинаміки, де роль другого динаміка виконує розмовний динамік. Присутня підтримка технології Dolby Atmos.
Смартфон отримали потрійну камеру з оптикою Leica. Huawei Mate 20 має ширококутний об'єктив на 12 мп з діафрагмою f/1.8 і фазовим автофокусом, надширококутний об'єктив на 16 Мп з діафрагмою f/2.2 та телеоб'єктив на 8 Мп з діафрагмою f/2.4, фазовим автофокусом і 2-кратним оптичним зумом. Натомість Huawei Mate 20 Pro, Mate 20 X та Mate 20X (5G) мають ширококутний об'єктив на 40 мп з діафрагмою f/1.8 і фазовим автофокусом, надширококутний об'єктив на 20 Мп з діафрагмою f/2.2 і автофокусом та телеоб'єктив на 8 Мп з діафрагмою f/2.4, фазовим автофокусом, оптичною стабілізацією зображення і 3-кратним оптичним зумом.
Завдяки високій світлочутливості модулів камера Huawei Mate 20 дозволяє знімати якісні фото навіть уночі, а Mate 20 Pro завдяки відмінним технічним характеристикам камери (гарній передачі кольору, мінімальним шумам та автофокусу) відноситься до смартфонів з топовими камерами.
Фронтальна камера 24 Мп (f/2.0), 26 мм ширококутна

### Програмне забезпечення
Huawei Смартфони були випущені з EMUI 9.1, що працює на базі Android 9 (Pie). Пізніше на глобальному ринку пристрої були оновлені до EMUI 12 на базі Android 10, натомість на китайському ринку вони були оновлені до HarmonyOS 3.
Бездротові інтерфейси: WiFi 802.11 a/b/g/n/ac, dual-band, DLNA, Wi-Fi Direct, Bluetooth 5.0 (BLE, SBC, AAC, aptX, aptX HD, LDAC HD, HWA Audio), NFC, ІЧ-порт.
Смартфони підтримують навігаційні системи GPS, A-GPS, ГЛОНАСС, Бейдоу, Галілео (супутникова навігація).
Додатково: Сканер відбитків пальців (під дисплеєм в Mate 20 Pro або ззаду в інших моделей), USB Type-C 3.1. В Mate 20 Pro не має 3,5 мм виходу для навушників.

## Ціна
Ціна Huawei Mate 20 в Україні за модель із 64 ГБ пам'яті — 11 233 грн. У 2020 році ціна Huawei Mate 20 Pro стартувала від 15637 грн.